# Catenaria pygmaea
Catenaria pygmaea är en svampart som beskrevs av Serbinow 1907. Catenaria pygmaea ingår i släktet Catenaria och familjen Catenariaceae.   Inga underarter finns listade i Catalogue of Life.